# Paulo Filho
Paulo Fernando de Souza Leite Filho, meglio conosciuto come Paulo Filho (Rio de Janeiro, 24 maggio 1978), è un atleta di arti marziali miste e di BJJ brasiliano.
Combatte nella divisione dei pesi medi.
È stato l'ultimo campione dei pesi medi WEC tra il 2007 ed il 2008 e nei primi dieci anni di carriera in ben 22 incontri è stato sconfitto solamente una volta da Chael Sonnen ai punti, vantando una carriera di quattro anni nella prestigiosa promozione giapponese Pride con un record parziale al suo interno di 8-0; prese parte al torneo Pride 2006 Welterweight Grand Prix dove si qualificò per la finale sconfiggendo Kazuo Misaki nel turno precedente ma non poté gareggiare a causa degli acciacchi subiti e venne sostituito dallo stesso Misaki che vinse il torneo.

## Carriera nel grappling
Paulo Filho è cintura nera sia di jiu jitsu brasiliano, sia di judo.
È nel BJJ che può vantare i suoi successi maggiori, in quanto ottenne la medaglia d'oro ai campionati mondiali del 1997 per le cinture viola sotto i 94 kg.
Nel 1998 prese parte ai mondiali di Rio de Janeiro per le cinture marroni arrivando secondo, e lo stesso anno ottenne la cintura nera dal maestro Carlson Gracie.
Nel 1999 si ripeté con la medaglia d'argento ai campionati mondiali per le cinture nere.
È stato anche campione nazionale di BJJ nel 1996 (cinture blu sopra i 94 kg) e nel 1998 (cinture marroni fino ai 94 kg), ed ottenne due secondi posti nel 1999 e nel 2000 (cinture nere fino ai 94 kg).
Ha preso parte ai trial nazionali per il ADCC Submission Wrestling World Championship, vincendoli sia nel 2000, sia nel 2005.

## Carriera nelle arti marziali miste

### Inizi
La carriera nelle arti marziali miste di Paulo Filho ebbe inizio nel 2000 con un incontro per la promozione di Rio de Janeiro Heroes, incontro che vinse.
Successivamente Filho iniziò a lottare in Giappone con alcune delle più prestigiose organizzazioni come Pancrase e Deep: qui ottenne importantissime vittorie sugli ex campioni Pancrase Keiichiro Yamamiya e Yuki Kondo e sul mostro sacro delle MMA nipponiche Ikuhisa "Minowaman" Minowa.

### Pride Fighting Championships
Nel 2002 ottiene la chiamata dalla più prestigiosa organizzazione di MMA di quegli anni, la Pride.
Esordisce con una vittoria per sottomissione contro il popolare Akira Shoji.
Successivamente rimane inattivo per più di un anno e torna a combattere nel 2004 per il circuito brasiliano Bitetti Combat dove sconfigge un connazionale.
È vittorioso anche in un incontro in Corea del Sud contro Daijiro Matsui prima del suo ritorno in Pride, dove ha un rematch con Akira Shoji che vince per una controversa decisione dei giudici di gara al termine della sfida.
Nel 2005 ottiene due vittorie per sottomissione contro Amar Suloev (incontro di pesi mediomassimi) e Ryuta Sakurai, mettendosi ancora una volta in evidenza come uno dei grappler più forti del mondo.
Inizia il 2006 con una vittoria ai punti su Murilo "Ninja" Rua, e in seguito prende parte al torneo Pride 2006 Welterweight Grand Prix nel quale entra come l'unico partecipante ancora imbattuto con un record di 11-0.
Nel primo turno si impone sul francese Gregory Bouchelaghem ai punti, per poi superare nei quarti di finale il quotato campione Deep Ryo Chonan con una leva al braccio.
In semifinale ha la meglio tramite una sottomissione anche sul forte Kazuo Misaki, ma un infortunio al ginocchio avvenuto durante tale sfida impedì a Filho di prendere parte alla finale contro Denis Kang: fu così che proprio lo sconfitto Misaki lo sostituì e vinse il torneo battendo Kang.
Nel 2007 la Pride cessò la propria attività venendo acquistata dalla società statunitense Zuffa che negli anni a seguire puntò tutte le proprie risorse sulla UFC: Filho terminò così la propria avventura in Giappone da imbattuto con un record di 14-0 (8-0 in Pride), venendo indicato come uno dei pesi medi più forti del mondo.

### World Extreme Cagefighting
Nel 2007 Filho si trasferì a combattere negli Stati Uniti con la promozione WEC, anch'essa acquisita dalla Zuffa e avviata alla cannibalizzazione da parte dell'UFC.
Filho esordì subito lottando per il vacante titolo dei pesi medi contro l'altra cintura nera di BJJ Joe Doerksen: Filho vinse per KO tecnico durante il primo round e divenne così il nuovo campione di categoria nella WEC.
Successivamente fu chiamato a difendere il titolo contro il wrestler e futura icona dell'UFC Chael Sonnen: Paulo Filho riuscì nell'intento sottomettendo il proprio avversario con un armbar durante il secondo round, nonostante Sonnen non effettuò il tap out.
La decisione fu ritenuta controversa e nel 2008 venne organizzato un rematch tra i due: Filho non riuscì a rientrare nei limiti di peso per il match e di conseguenza l'incontro non fu più valido per il titolo, e comunque Filho venne nettamente sconfitto ai punti con tutti i giudici che assegnarono un punteggio di 30-27 a Sonnen; fu la prima sconfitta per Filho dopo più di otto anni di carriera e 16 incontri, e causa l'assorbimento della WEC nell'UFC fu l'ultimo campione dei pesi medi WEC, ma nonostante ciò l'UFC non gli offrì un contratto.

### Dal 2009 al primo ritiro
Filho nel 2009 ebbe la possibilità di tornare a lottare in Giappone con la promozione Dream, nata dalle ceneri della Pride: qui in poco più di due minuti sconfisse il temibile striker Melvin Manhoef.
In seguito avrebbe dovuto affrontare il judoka Yoon Dong-Sik ma Filho non poté prendere parte al match.
Tornò a lottare in Brasile per la Bitetti Combat, affrontando e sconfiggendo l'ex lottatore del reality show The Ultimate Fighter Alex Schoenauer, il veterano Yuki Sasaki ed altri lottatori in incontri per lo più di pesi mediomassimi.
Nel 2010 affrontò in Australia quel Denis Kang che nel 2006 avrebbe dovuto affrontare nella finale del torneo Pride 2006 Welterweight Grand Prix: l'incontro terminò in parità.
Paulo Filho diede chiari segnali di essere nella fase calante della propria carriera quando venne sconfitto dallo sconosciuto Marcos Rogerio de Lima.in un match tenutosi a San Paolo.
Quell'anno avrebbe dovuto affrontare il campione della Bellator Hector Lombard in un match non titolato, ma Filho ebbe problemi con il visto d'ingresso.
Il 2011 fu amaro e Filho subì delle brucianti sconfitte contro il promettente connazionale Ronny Markes e contro il francese Norman Paraisy; dopo aver pareggiato un incontro di pesi mediomassimi contro il judoka Satoshi Ishii Filho prese la decisione di ritirarsi.

### Ritorno: World Series of Fighting
Il ritiro annunciato dall'attività agonistica di Paulo Filho fu breve e solo un anno dopo tornò a combattere in Brasile in un rematch contro Murilo Rua, incontro vinto per KO tecnico in soli 47 secondi.
Nel 2013 esordisce nella nuova promozione statunitense WSOF venendo sconfitto da David Branch; immediatamente dopo la debacle Filho viene licenziato dall'organizzazione.
Proseguì la carriera in eventi locali brasiliani.

## Risultati nelle arti marziali miste
| Risultato | Record | Avversario             | Metodo                  | Evento                                              | Data              | Round | Tempo | Città                      | Note                                                 |
| --------- | ------ | ---------------------- | ----------------------- | --------------------------------------------------- | ----------------- | ----- | ----- | -------------------------- | ---------------------------------------------------- |
| Sconfitta | 23-6-3 | Andre Muniz            | Decisione (unanime)     | Bitetti Combat 19                                   | 6 febbraio 2014   | 3     | 5:00  | Manaus, Brasile            | Per il titolo dei Pesi Medi Bitetti Combat           |
| Parità    | 23-5-3 | Rodney Wallace         | Parità                  | Selva MMA 2                                         | 4 agosto 2013     | 3     | 5:00  | Rio Branco, Brasile        |                                                      |
| Sconfitta | 23-5-2 | David Branch           | Decisione (unanime)     | WSOF 2: Arlovski vs. Johnson                        | 23 marzo 2013     | 3     | 5:00  | Atlantic City, Stati Uniti | Debutto in WSOF                                      |
| Vittoria  | 23-4-2 | Murilo Rua             | KO Tecnico (pugni)      | Best of the Best: Filho vs. Ninja II                | 6 settembre 2012  | 1     | 0:47  | Belém, Brasile             |                                                      |
| Parità    | 22-4-2 | Satoshi Ishii          | Parità                  | Amazon Forest Combat 1                              | 14 settembre 2011 | 3     | 5:00  | Manaus, Brasile            | Incontro di Pesi Mediomassimi                        |
| Sconfitta | 22-4-1 | Norman Paraisy         | Decisione (unanime)     | X-Combat Ultra: International Grand Prix            | 20 maggio 2011    | 3     | 5:00  | Rio de Janeiro, Brasile    |                                                      |
| Sconfitta | 22-3-1 | Ronny Markes           | Decisione (unanime)     | International Fighter Championship                  | 29 aprile 2011    | 3     | 5:00  | Recife, Brasile            | Incontro di Pesi Mediomassimi                        |
| Vittoria  | 22-2-1 | Jackson Mora           | Decisione (non unanime) | WFC: Pretorian                                      | 19 marzo 2011     | 3     | 5:00  | Rio de Janeiro, Brasile    |                                                      |
| Vittoria  | 21-2-1 | Yuki Sasaki            | Decisione (unanime)     | Bitetti Combat 8: 100 Years of Corinthians          | 4 dicembre 2010   | 3     | 5:00  | San Paolo, Brasile         |                                                      |
| Sconfitta | 20-2-1 | Marcos Rogerio de Lima | Decisione (unanime)     | First Class Fight 5                                 | 23 ottobre 2010   | 3     | 5:00  | San Paolo, Brasile         | Incontro di Pesi Mediomassimi                        |
| Parità    | 20-1-1 | Denis Kang             | Parità (non unanime)    | Impact FC 2 - The Uprising: Sydney                  | 18 luglio 2010    | 3     | 5:00  | Sydney, Australia          |                                                      |
| Vittoria  | 20-1   | Daniel Villegas        | Sottomissione (pugni)   | Memorial Fight Qualifying                           | 4 giugno 2010     | 1     | -     | San Paolo, Brasile         | Incontro di Pesi Massimi                             |
| Vittoria  | 19-1   | Tatsuhiko Nishizaka    | Sottomissione (kimura)  | Bitetti Combat 5                                    | 12 dicembre 2009  | 1     | 3:00  | San Paolo, Brasile         | Incontro di Pesi Mediomassimi                        |
| Vittoria  | 18-1   | Alex Schoenauer        | Decisione (unanime)     | Bitetti Combat 4                                    | 12 settembre 2009 | 3     | 5:00  | Rio de Janeiro, Brasile    | Incontro di Pesi Mediomassimi                        |
| Vittoria  | 17-1   | Melvin Manhoef         | Sottomissione (armbar)  | Dream.10: Welter Weight Grand Prix 2009 Final Round | 20 luglio 2009    | 1     | 2:35  | Saitama, Giappone          | Debutto in Dream                                     |
| Sconfitta | 16-1   | Chael Sonnen           | Decisione (unanime)     | WEC 36: Faber vs. Brown                             | 5 novembre 2008   | 3     | 5:00  | Hollywood, Stati Uniti     |                                                      |
| Vittoria  | 16-0   | Chael Sonnen           | Sottomissione (armbar)  | WEC 31: Faber vs. Curran                            | 12 dicembre 2007  | 2     | 4:55  | Las Vegas, Stati Uniti     | Difende il titolo dei Pesi Medi WEC                  |
| Vittoria  | 15-0   | Joe Doerksen           | KO Tecnico (pugni)      | WEC 29: Condit vs. Larson                           | 5 agosto 2007     | 1     | 4:07  | Las Vegas, Stati Uniti     | Vince il titolo dei Pesi Medi WEC                    |
| Vittoria  | 14-0   | Kazuo Misaki           | Sottomissione (armbar)  | Pride Bushido 13                                    | 5 novembre 2006   | 1     | 9:43  | Yokohama, Giappone         | Pride 2006 Welterweight Grand Prix, Semifinale       |
| Vittoria  | 13-0   | Ryo Chonan             | Sottomissione (armbar)  | Pride Bushido 12                                    | 26 agosto 2006    | 1     | 2:30  | Nagoya, Giappone           | Pride 2006 Welterweight Grand Prix, Quarti di finale |
| Vittoria  | 12-0   | Gregory Bouchelaghem   | Decisione (unanime)     | Pride Bushido 11                                    | 4 giugno 2006     | 2     | 5:00  | Saitama, Giappone          | Pride 2006 Welterweight Grand Prix, Primo turno      |
| Vittoria  | 11–0   | Murilo Rua             | Decisione (unanime)     | Pride Bushido 10                                    | 2 aprile 2006     | 2     | 5:00  | Tokyo, Giappone            |                                                      |
| Vittoria  | 10–0   | Ryuta Sakurai          | Sottomissione (armbar)  | Pride Bushido 9                                     | 25 settembre 2005 | 1     | 3:49  | Tokyo, Giappone            |                                                      |
| Vittoria  | 9–0    | Amar Suloev            | Sottomissione (armbar)  | Pride Bushido 6                                     | 3 aprile 2005     | 1     | 4:22  | Yokohama, Giappone         | Incontro di Pesi Mediomassimi                        |
| Vittoria  | 8–0    | Akira Shoji            | Decisione (non unanime) | Pride Bushido 4                                     | 19 luglio 2004    | 2     | 5:00  | Nagoya, Giappone           |                                                      |
| Vittoria  | 7–0    | Daijiro Matsui         | Decisione (unanime)     | Gladiator FC: Day 2                                 | 27 giugno 2004    | 3     | 5:00  | Seul, Corea del Sud        |                                                      |
| Vittoria  | 6–0    | Silmar Rodrigo         | Decisione (unanime)     | Bitetti Combat Nordeste 3                           | 1º aprile 2004    | 3     | 5:00  | Natal, Brasile             |                                                      |
| Vittoria  | 5–0    | Akira Shoji            | Sottomissione (armbar)  | Pride 22: Beasts From The East 2                    | 29 settembre 2002 | 1     | 2:48  | Nagoya, Giappone           | Debutto in Pride                                     |
| Vittoria  | 4–0    | Yuki Kondo             | Decisione (unanime)     | Deep: 2nd Impact                                    | 18 agosto 2001    | 3     | 5:00  | Yokohama, Giappone         |                                                      |
| Vittoria  | 3–0    | Ikuhisa Minowa         | Decisione (unanime)     | Pancrase: Proof 2                                   | 31 marzo 2001     | 3     | 5:00  | Osaka, Giappone            | Debutto in Pancrase                                  |
| Vittoria  | 2–0    | Keiichiro Yamamiya     | KO (pugni)              | Deep: 1st Impact                                    | 8 gennaio 2001    | 2     | 0:29  | Nagoya, Giappone           |                                                      |
| Vittoria  | 1–0    | Luiz Claudio das Dores | Sottomissione (pugni)   | Heroes 1                                            | 24 luglio 2000    | 2     | -     | Rio de Janeiro, Brasile    |                                                      |